# Doyalson North
Doyalson North är en del av en befolkad plats i Australien. Den ligger i kommunen Wyong Shire och delstaten New South Wales, i den sydöstra delen av landet, omkring 81 kilometer nordost om delstatshuvudstaden Sydney. Den ligger vid sjöarna  Munmorah Lake och Mannering Lake.
Närmaste större samhälle är Rathmines, omkring 17 kilometer norr om Doyalson North. 
Runt Doyalson North är det i huvudsak tätbebyggt. Genomsnittlig årsnederbörd är 1 393 millimeter. Den regnigaste månaden är februari, med i genomsnitt 222 mm nederbörd, och den torraste är juli, med 42 mm nederbörd.